# فاتح بن عثمان الأسمر التكرورى

## مقدمة تاريخية
لما نزلت الحملة الصليبية بقيادة الملك لويس التاسع على دمياط، حدثت وقائع وأمور أدت إلى نزوح الناس وإخلائهم ثم كانت هزيمة الصليبيين في المنصورة وأسر ملكهم في دار ابن لقمان.
شهدت هذه الفترة نهاية دولة الأيوبيين وبداية دولة المماليك، وقد شهدت صراعًا بين الاثنين على الحكم وخشى المماليك أن ينتهز الصليبيون هذا الصراع الداخلي في الانقضاض على دمياط مرة أخرى.
لذلك اتخذوا قرار هدمها وتخريب أسوارها وأبراجها، فأرسلوا إليها فرقة من الحجارين والفعلة.. 
يقول المقريزى «فوقع الهدم في أسوارها يوم الإثنين الثامن عشر من شعبان سنة 648ه حتى خربت كلها ومحيت آثارها ولم يبق منها سوى الجامع». وهذا الجامع هو المعروف الآن في دمياط باسم جامع أبو المعاطي القديم أو جامع الفتحأو الآن باسم مسجد عمرو بن العاص.
وكلا الإسمين للجامع يدلان على رجل واحد هو: الشيخ فاتح بن عثمان الأسمر التكرورى.

## قدومه إلى دمياط
كان دأب الصوفية في ذلك الزمان أن يقيموا في الأماكن المهجورة، وفي الثغور المعرضة لهجوم العدو، فأقاموا بها الزوايا والرباطات، وقاموا فيها على تربية المريدين على الزهد والتقلل من الدنيا والتقرب إلى الله بالانتصار على النفس وكبح شهواتها.. لذلك أقبل على دمياط وهي خراب عدد من رجال الله، أتوها من كل حدب وصوب، وكان منهم الشيخ فاتح الذي قدم إليها بعد مايقرب من ربع قرن من هدمها.
تقول رواية المقريزى إنه قدم من مراكش على قدم التجريد، أي جاء على طريقة الصوفية في السياحة متوكلا على الله، لاعلى شئ من أسباب الدنيا. وكان بعض فقراء الناس قد أقاموا أخصاصا على النيل في الجهة القبلية من المدينة وظل هذا الحى يكبر حتى أصبح بلدة كبيرة ذات أسواق وحمامات وجوامع ومدارس..
وراح الشيخ فاتح يسقى الماء في الأسواق حسبة لله، لا يأخذ من أحد شيئا مقابل ذلك، وكان نزوله في ظاهر الثغر معتزلاً الناس، مع المحافظة على الصلاة مع الجماعة.. أقام في ناحية «تونة» من بحيرة تنيس وهي يومئذ خراب نحو سبع سنين، وقام بترميم مسجدها.. ثم انتقل من «تونة» إلى جامع دمياط الكبير، وكان مهجورًا، لاتقام فيه إلا صلاة الجمعة، فأقام في ركن صغير بأسفل المأذنة من غير أن يخالط أحداً لشغله بنفسه.

## مسجد أبو المعاطى
أخذ على عاتقه ترميم المسجد – بمفرده – وتنظيفه بنفسه، ونظفه مما كان قد عشّش في سقوفه من الوطاويط، وحمل الماء إلى صهاريج، وبلّط صحنه ورمم سطحه بالجبس.. ورتب فيه إماما راتبا يصلى بالناس الخمس صلوات.. وعمّره بالقرآن والأذكار ودروس العلم كل هذا وهو لا يملك من الدنيا شيئا، ولا يسأل أحداً شيئا، بل يعتزل الناس شغلا بربه. وهذه منقبة عظيمة وكرامة ظاهرة.
قال المقريزى في وصف حالة: «أقام في وكر بأسفل المنارة من غير أن يخالط أحدا إلا إذا أقيمت الصلاة خرج وصلى، فإذا سلم الإمام عاد إلى وكره، فإن عارضه أحد بحديث كلّمه وهو قائم بعد انصرافه من الصلاة، وكانت حاله أبدًا اتصالاً في انفصال (أي اتصالا بالله في انفصال عن الناس) وقُربا في ابتعاد، وأنسًا في نفار. وحج فكان يفارق أصحابه عند الرحيل فلا يرونه إلا وقت النزول، ويكون مسيره منفردًا عنهم لايكلم أحداً إلى أن عاد إلى دمياط». وكان رضى الله عنه يقول: لو علمت بدمياط مكانا أفضل من الجامع لأقمت به، ولو علمت في الأرض بلدًا يكون فيه الفقير أخمل من دمياط لرحلت إليه وأقمت به.

## علاقته بالفقراء والاغنياء
وكان معظمًا للفقراء، متكبرًا على الأغنياء مما يُرسى في القلوب الزهد في الدنيا من غير موعظة ولا كلام طويل..
كان إذا ورد عليه أحد من الفقراء ولا يجد ما يطعمه باع من لباسه ما يُضيفه به، وكان يبيت ويُصبح وليس عنده شئ من المال.. وكان يؤثر في السر الفقراء والأرامل ولا يسأل أحدا شيئا ولا يقبل من أحد شيئا غالبا، وإذا قبل أحيانا ى ؤثر به – يقول المقريزى: وكان يبذل جهده في كتم حاله، والله تعالى يظهر خيره وبركته من غير قصد منه لذلك، وعُرفت له عدة كرامات، وكان سلوكه على طريق السلف من التمسك بالكتاب والسنة
كان يُخفى حاله، ولا يحب أن يعرف عنه أحد صلاحًا أو عبادة فلم يعلم أحد يوم فطره من صيامه، وإنما يُحمل إليه ما يأكل ويوضع عنده بالخلوة فلا يُرى قط آكلا. لم يهتم بأن يجعل من نفسه شيخا، ولا أن يجمع حوله المريدون قال المقريزى: «لم يعمل له سجادة قط، ولا أخذ على أحد عهدا ولا لبس طاقية ولا قال أنا شيخ ولا أنا فقير. ومتى قال في كلامه:» أنا«تفطّن لما وقع منه واستعاذ بالله من قول» أنا«، ولاحضر قط سماعًا ولا أنكر على من يحضره وكان سلوكه صلاحًا من غير إصلاح».
كان سلوكه صلاحًا من غير إصلاح عبارة تصف حال كثير من كُمّل الرجال الذين قاموا بالدعوة على أكمل وجه بالحال لا بالمقال. وكما قيل: حال رجل في ألف رجل أفضل من كلام ألف رجل في رجل واحد.
ويزيد المقريزى هذا المعنى توضيحًا فيقول: مع إمامته وتقدمه في الطريق كان يقول: ماأقول لأحد افعل أو لا تفعل، من أراد السلوك يكفيه أن ينظر إلى أفعاله (أي أفعال وأخلاق الطريق) فإنَّ مَن لم يتسلَّك بنظره لايتسلك بسمعه.
ويصف كمال زهده فيقول: كان يبالغ في الترفع على أبناء الدنيا، ويترامى على الفقراء ويقدم لهم الأكل، ولم يقدم لغنى أكلاً البتة، وإذا اجتمع عنده الناس قدّم الفقير على الغنى، وإذا مضى الفقير من عنده سار معه وشيعه عدة خطوات وهو حاف بغير نعل ووقف على قدميه ينظره حتى يتوارى عنه. ومن كان من الفقراء يشار إليه بمشيخة جلس بين يديه بأدب مع إمامته وتقدمه في الطريق. وكان يُكرم الأيتام ويُشفق على الضعفاء والأرامل، ويبذل شفاعته في قضاء حوائج الناس من غير أن يمل أو يتبرم من كثرتها، ويكثر من الإيثار ولايمسك لنفسه شيئا، ويستقلّ ما يخرج من يده مع كثرة إحسانه، ويستكثر ما يُقدّم إليه مهما كان يسيرًا ويكافئ عليه بأحسن منه.

## من أقواله
قال له واحد من أصحابه: ياسيدى ادع الله لنا أن يفتح علينا فنحن فقراء. فقال له: إن أردتم فتح الله فلا تبقوا في البيت شيئا ثم اطلبوا فتح الله بعد ذلك، فقد جاء: لاتسأل الله ولك خاتم من حديد. ومن كلامه: الفقير كالبكر.. إذا سأل زالت بكارته. وكان أكثر دعائه لنفسه ولمن يسأله الدعاء: اللهم بعِّدنا عن الدنيا وأهلها وبعِّدْها عنا.

## وفاته
وما زال الشيخ على هذه الحال المرضية إلى أن لقى ربه في آخر ليلة من ربيع الآخر سنة 695هـ. قال المقريزى: وترك ولدين ليس لهما قوت ليلة وعليه مبلغ ألفى درهم دينا، ودُفن بجوار الجامع وقبره يزار إلى يومنا هذا.